# Palazzo Barberini ai Giubbonari
Il palazzo Barberini ai Giubbonari, anche detto Casa Grande Barberini per distinguerlo dal più celebre palazzo del rione Trevi, è un palazzo storico di Roma. Fu la prima residenza della famiglia nella capitale pontificia e, anche dopo la costruzione del palazzo alle Quattro Fontane, rimase la dimora di Taddeo, principe di Palestrina, fino alla fuga in Francia. Il palazzo rimase dei Barberini fino al quarto decennio del Settecento, quando lo vendettero ai Carmelitani Scalzi, che ne fecero la sede della loro Curia generalizia; passato poi al Monte di Pietà, è oggi proprietà del comune di Roma e sede di istituti scolastici, tra cui il liceo Vittoria Colonna.

## Storia

### Barberini (1581-1734)

#### Monsignor Francesco
Il palazzo, nella sua fase residenziale, prese lentamente forma nel corso di quasi ottant'anni (1581-1658) e quattro generazioni con numerosi acquisti successivi di case confinanti, ingrandendosi parallelamente al crescere delle fortune della famiglia Barberini. Il punto d'avvio per la fabbrica fu l'acquisto, il 15 giugno 1581, di una casa con quattro botteghe al piano terra di proprietà della famiglia Scapucci da parte di monsignor Francesco Barberini (1528-1600), protonotaro apostolico e primo artefice dell'inserimento del casato nella società romana. Il monsignore, che nel 1584 fece venire il nipote Maffeo a Roma per farlo studiare al Collegio Romano, perfezionò il progetto negli anni successivi comprando nuove case confinanti con la sua su via dei Giubbonari, in direzione dell'attuale piazza Cairoli, e affidando ad Annibale Lippi la sistemazione dei piani primo e secondo intorno a un cortile, con quattro sale e un salone ognuno.

#### Maffeo

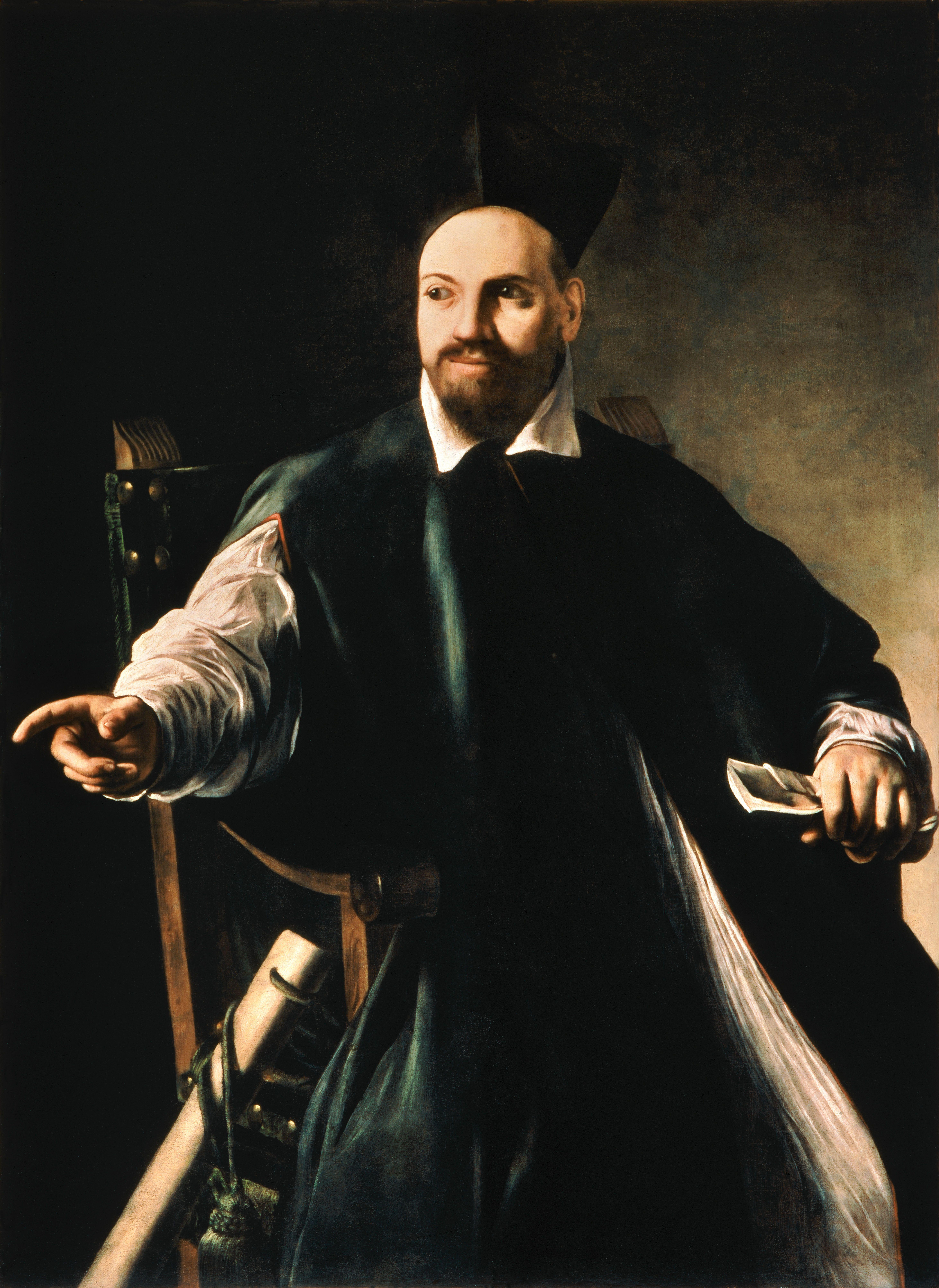
Maffeo Barberini ritratto dal Caravaggio negli anni in cui abitava nel palazzo ai Giubbonari

Morto Francesco, l'immobile rimase interamente in mano al nipote Maffeo, a quell'altezza cronologica protonotaro apostolico e chierico di camera e ormai lanciato verso una rapida carriera prelatizia grazie anche alle ingenti finanze lasciategli dallo zio (calcolate in oltre 100.000 scudi di beni mobili, oltre alle case ai Giubbonari e a due casali vicino a Roma). Monsignor Maffeo chiamò a Roma i suoi parenti più stretti e, tra 1600 e 1603, commise lavori di sistemazione della casa per alloggiarli, sotto la direzione di Flaminio Ponzio, valutati 2600 scudi. Dopo la sua nomina a cardinale nel 1606, Maffeo (che, impegnato in missioni diplomatiche e di governo a Parigi e Bologna, e risiedente nella sua diocesi di Spoleto, raramente visse a Roma negli anni tra il 1601 e il 1617) prese in affitto per sé altri palazzi: prima quello dei Salviati al Collegio Romano, poi quello Madruzzo in Borgo; tuttavia, per dotare la sua famiglia di una residenza adeguata al nuovo rango cardinalizio, proseguì negli acquisti di case su via dei Giubbonari, facendone unificare la facciata e risistemando il piano nobile in un appartamento unitario di otto sale: a questa fase, conclusa entro il 1612, risale la cappellina ancora oggi esistente, fatta affrescare dal Passignano, pittore di cui il cardinale si stava avvalendo anche per la decorazione della cappella di famiglia in Sant'Andrea della Valle. Su un lato della cappellina della Casa Grande, come prevedevano le consuetudini dell'epoca, si apriva una finestra che dava su uno dei saloni laterali, da cui la famiglia poteva assistere alle celebrazioni. Entro il 1620, pochi anni prima dell'elezione di Maffeo al soglio pontificio, nuovi lavori di ampliamento portarono l'appartamento abitato dalla famiglia di suo fratello Carlo a una consistenza di tredici saloni intorno a un cortile con loggia.

#### Gli ultimi lavori barberiniani di ampliamento: Carlo e Taddeo, Francesco

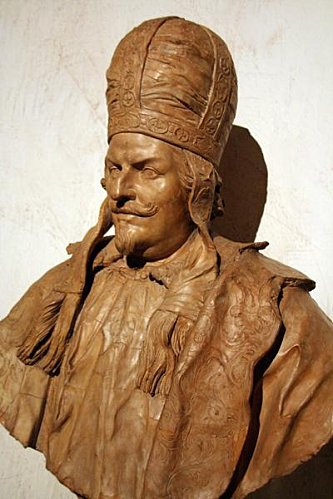
Taddeo Barberini nelle vesti di Prefetto di Roma

Con l'ascesa di Maffeo al papato nel 1623 con il nome di Urbano VIII, si pose nuovamente il problema per i Barberini di dotarsi di un'adeguata dimora di rappresentanza. Mentre nasceva l'idea del grandioso palazzo alle Quattro Fontane e se ne apriva il cantiere, con l'acquisto del 1625 della villa Sforza Cesarini, la Casa Grande, assegnata al fratello del papa Carlo, fu dotata negli anni 1623-1624 di nuove sale e un prospetto unitario su Via dei Giubbonari ad opera di Giovanni Maria Bonazzini, architetto della Camera Apostolica e cognato di Flaminio Ponzio. Carlo ottenne in quegli anni prima il titolo di Gonfaloniere di Santa Romana Chiesa, con la carica di Capitano generale delle milizie pontificie, e poi il titolo nobiliare di duca di Monterotondo, feudo acquistato nel 1626 dagli Orsini. Alla sua morte, nel 1630, la Casa Grande passò al figlio Taddeo, principe di Palestrina e Generale della Chiesa in sostituzione del padre, che vi mantenne la sua residenza commissionando nuovi importanti lavori (1640-1642) all'architetto Francesco Contini, attivo da qualche anno per i Barberini al convento di Santa Susanna e autore in seguito, per la famiglia, di opere quali la chiesa di Santa Rosalia e il Triangolo Barberini a Palestrina. Opera del Contini fu tutto il corpo di fabbrica su piazza del Monte di Pietà, con il portale in facciata ormai perduto, l'atrio ornato da dodici colonne di granito orientale oggi ai Musei Vaticani, il cortile e l'altana d'angolo. I lavori furono interrotti dopo la morte di Urbano VIII dalla fuga dei Barberini in Francia, nell'ambito di un'inchiesta aperta dal suo successore Innocenzo X Pamphilj per gestione irregolare dei beni dello Stato Pontificio, e furono ripresi al ritorno del casato nell'Urbe per volere del cardinale Francesco, terminando sempre sotto la direzione del Contini tra il 1653 e il 1658.

#### Dopo il ritorno a Roma: i numerosi passaggi di proprietà e la vendita definitiva
Tornati a Roma e rientrati in possesso del palazzo sul colle Quirinale, i Barberini, pur conducendo a termine i lavori nella Casa Grande, si volsero a cercare una soluzione per l'enorme immobile ormai divenuto, con la morte in esilio di Taddeo (1647), sostanzialmente un peso per le finanze di famiglia. L'edificio, passato al principe Maffeo, fu venduto da questi nel 1658 per 50.000 scudi allo zio cardinale Antonio, il quale morì nel 1671 lasciandolo in eredità a suo fratello Francesco e al nipote Carlo, entrambi cardinali, e nuovamente a Maffeo stesso. I tre vendettero tre anni dopo il palazzo a Stefano Pallavicini, fratello del cardinal Lazzaro da poco elevato alla porpora e in cerca di una sistemazione per sé e le sue collezioni d'arte. Il contratto di vendita per 50.000 scudi, del 12 febbraio 1674, prevedeva la possibilità di riscattare la Casa Grande entro vent'anni, cosa che avvenne nel 1694 ad opera del solo cardinal Carlo Barberini. Il palazzo fu quindi dato in affitto come residenza per il diplomatico Georg Adam II von Martinitz, ambasciatore del Sacro Romano Impero presso la Santa Sede (1696-1700). I Barberini tentarono nuovamente di liberarsi della loro prima dimora romana nel 1711, facendo pressioni sul Monte di Pietà affinché la acquistasse, e nel 1726, tentando stavolta di venderla al governo pontificio ad uso di tribunale, finché, il 12 ottobre 1734, il cardinal Francesco Barberini (1662-1738), nipote ed erede del cardinal Carlo e ultimo rappresentante della discendenza in linea maschile e legittima della famiglia, riuscì a cedere definitivamente l'immobile all'Ordine dei Carmelitani Scalzi.

### Ordine dei Carmelitani Scalzi (1734-1759)

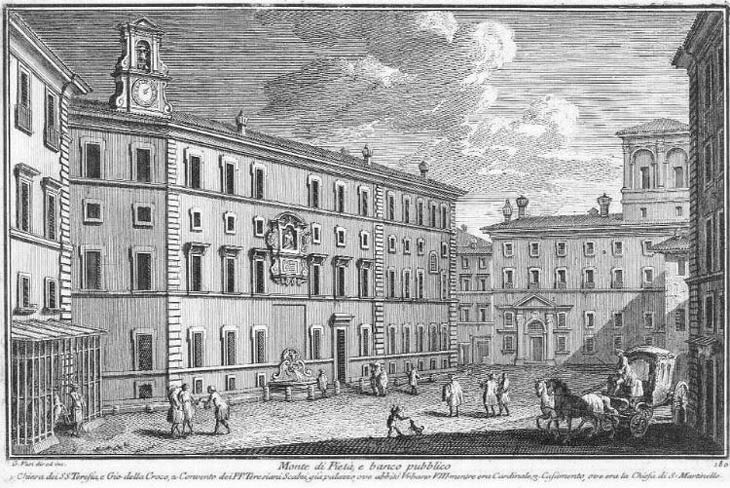
La Casa Grande Barberini, a destra, in un'incisione del Vasi che la mostra negli anni in cui fu convento dei Carmelitani. La facciata che ritrae, su piazza del Monte di Pietà, è ancora quella fatta edificare da Taddeo Barberini, prima delle modifiche tardo-settecentesche e di epoca contemporanea

La proprietà dei Carmelitani Scalzi fu una breve parentesi nella storia della Casa Grande. L'Ordine stabilì l'acquisto della nuova sede nel capitolo generale del 1734, procedendo in poco tempo alla stipula del contratto con il cardinale Carlo Barberini. Nell'arco di tre mesi si giunse alla benedizione solenne dell'edificio, adibito a convento e sede della Curia Generalizia dell'Ordine, avvenuta il 21 gennaio 1735 ad opera del cardinale carmelitano Giovanni Antonio Guadagni. L'atrio del Contini fu trasformato in una chiesa, dedicata ai santi Teresa e Giovanni della Croce, fondatori e glorie dei Carmelitani Scalzi. Nel convento si riunirono tre capitoli generali dell'Ordine, finché nel 1759 esso fu venduto dai Carmelitani al Monte di Pietà per trasferirsi nel più piccolo palazzo Rocci in via di Monserrato.

### Monte di Pietà (1759-1880)

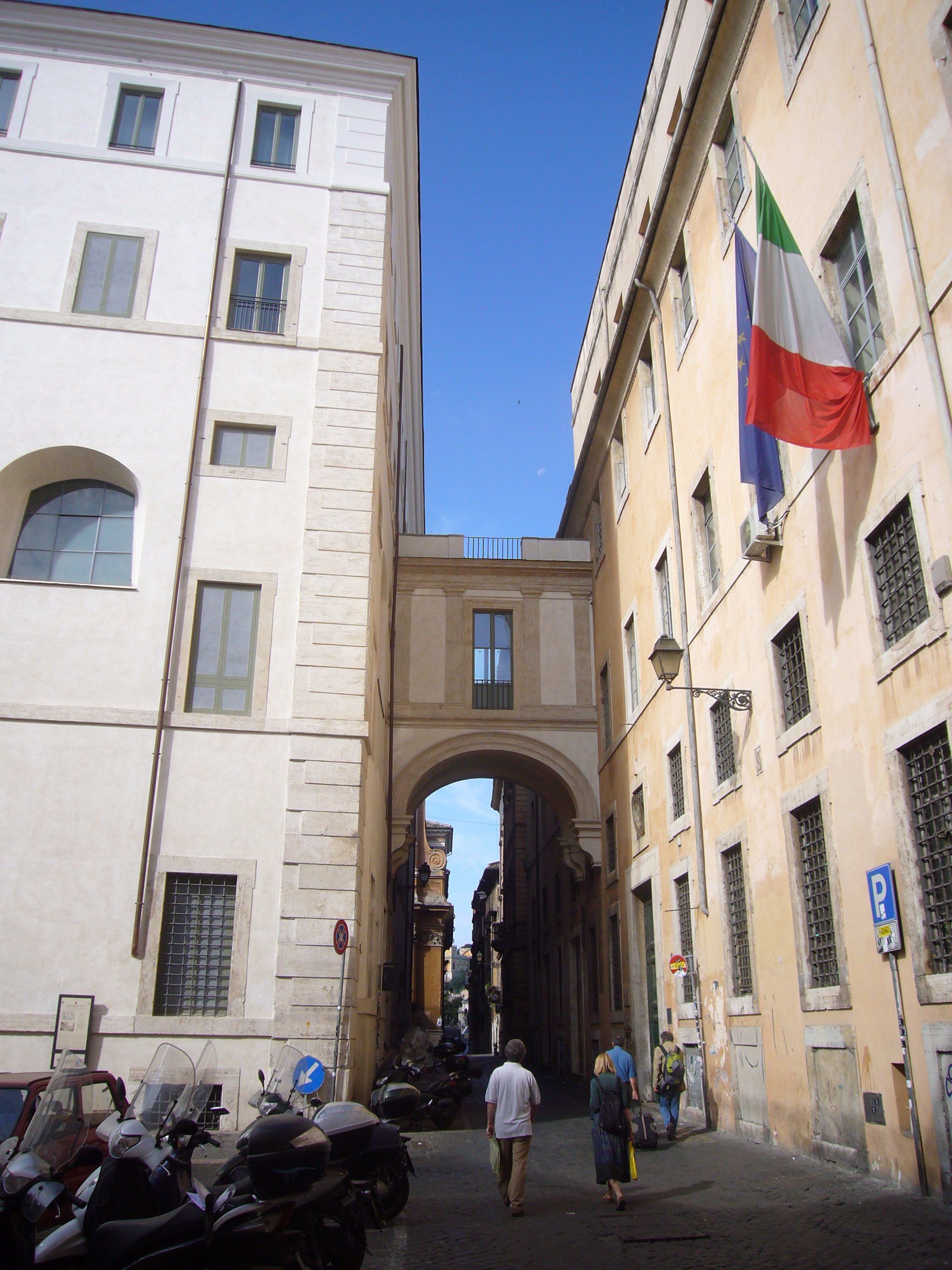
L'arco del Monte, fatto costruire dopo l'acquisto del palazzo Barberini da parte del Monte di Pietà per unirlo alla sua sede

L'antica istituzione del Monte di Pietà di Roma, fondata nel 1527 e approvata nel 1539 da Paolo III con la bolla “Ad Sacram Beati Petri Sedem", ebbe sede fin dai primissimi anni del Seicento nel palazzo già dei Petrignani di Amelia che ancora la ospita. Nel corso del pontificato di Benedetto XIV Lambertini (1740-1758), l'istituto divenne la banca dello Stato della Chiesa, assumendo prima, nel 1743, le funzioni di Tesoreria segreta e Depositeria Generale della Reverenda Camera Apostolica (in precedenza appaltate a banchieri privati) e poi, dal 1749, quella di Zecca Pontificia. In considerazione delle nuove esigenze di spazio generate da questi cambiamenti, il Monte di Pietà si volse alla ricerca di una sede per i nuovi uffici optando nel 1759 per l'acquisto dai Carmelitani Scalzi dell'antica Casa Grande dei Barberini, confinante con il suo palazzo. Per costituire un passaggio sicuro tra i due edifici, la via che li separava fu scavalcata con un arco, costruito nel decennio successivo, e da esso prese il nome di via dell'Arco del Monte. La Casa Grande, ampliata nella direzione dell'arco, fu destinata a sede della Depositeria Generale della Camera Apostolica, del Banco dei Depositi e degli archivi del Monte di Pietà: a questi anni (1759-1764) risalgono l'atrio e la scala progettati dal Giansimoni nella nuova ala. Da questo momento fino alla Presa di Roma la Casa Grande Barberini rimase del Monte di Pietà: fra le trasformazioni nell'apparato decorativo dell'edificio, testimoniano di questa fase i tre monti che sostituirono gli stemmi barberiniani in molte delle cornici in stucco al suo interno. Nel 1819 le dodici colonne in granito nero dell'atrio del Contini furono asportate e rimpiazzate da colonne in travertino, per andare ad ornare il Braccio Nuovo dei Musei Vaticani.

### Proprietà statale: le scuole
Tra il 1872 e il 1880 le vicende del palazzo furono nuovamente separate da quelle del Monte di Pietà: l'antica Casa Grande fu destinata a sede di istituti scolastici dal Comune di Roma che in quegli anni ne entrò in possesso. La parte su Via dei Giubbonari, su cui fu aperto un nuovo portone, divenne sede di una Scuola degli Artieri (un tipo di istituto professionale dell'Italia postunitaria consistente in scuole serali di disegno per persone di umile estrazione già dotate di diverso impiego), mentre l'ala su via dell'Arco del Monte fu designata per ospitare la prima scuola femminile di Roma, denominata prima Scuola Normale Femminile e poi, dal 1883, intitolata alla poetessa Vittoria Colonna, ancora oggi esistente. La prima direttrice di questa scuola fu Giannina Milli, a cui fu intitolato l'istituto in Via dei Giubbonari che sostituì la scuola degli Artieri e che oggi, dal 1923, porta il nome di "Trento e Trieste". La nuova funzione dell'edificio portò a numerose alterazioni, tra le quali la sopraelevazione della facciata su piazza del Monte di Pietà e, all'interno, lo stravolgimento pressoché completo della divisione in locali originale per la creazione di aule, bagni, mense e ogni altro tipo di ambiente necessario a una scuola. Altre parti del palazzo furono adibite ad usi differenti: l'atrio del Contini, trasformato in teatro negli anni Trenta ad uso del Gruppo Rionale Fascista, è oggi dato in gestione ad attività commerciali.

## Descrizione
Il palazzo, di notevoli dimensioni, occupa gran parte dell'isolato compreso tra via dei Giubbonari, via dell'Arco del Monte, vicolo della Madonnella (che si incunea nel lotto collegando un'entrata laterale del palazzo a via Capo di Ferro) e vicolo delle Grotte; in particolare, l'edificio costituisce la parte d'angolo dell'isolato che affaccia con i due lati rettilinei su via dei Giubbonari e via dell'Arco del Monte, interrotta a metà da piazza del Monte di Pietà, corrispondenti alle due lunghe facciate principali, composte rispettivamente da 16 e 18 finestre. L'edificio nella sua facies attuale è frutto di numerose trasformazioni e ampliamenti, ben mascherati nell'aspetto uniforme esteriore quelli settecenteschi, più ingombranti esteticamente quelli tardo-ottocenteschi, come la sopraelevazione e la creazione di terrazze, motivati dai numerosi cambi di proprietà e destinazione d'uso nel corso della sua storia, oltre che dallo stato di degrado in cui spesso il palazzo incorse e in cui ancora oggi versa in molte sue parti. Esso è composto principalmente da due corpi di fabbrica, unificati all'esterno: il primo, quello barberiniano, corrisponde alle facciate su via dei Giubbonari e su piazza del Monte di Pietà, mentre il secondo, della seconda metà del settecento, corrisponde alla prosecuzione della facciata su via dell'Arco del Monte verso Trinità dei Pellegrini; entrambi sono dotati di un proprio atrio, cortile e scalone.

### Esterno

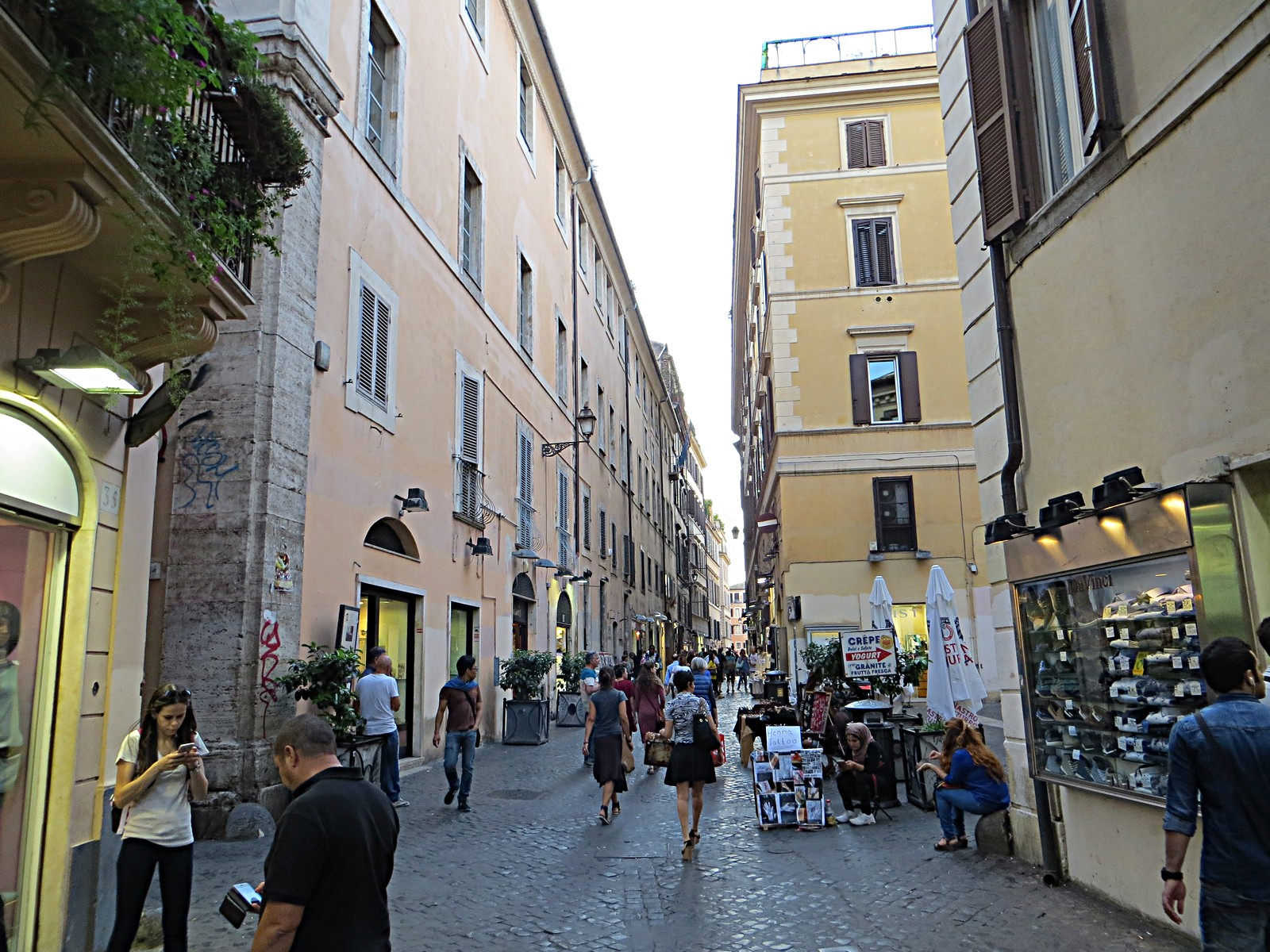
Il prospetto su via dei Giubbonari della Casa Grande Barberini, sulla sinistra, con il cantonale a lesene decorato con le api del casato

All'esterno, l'edificio presenta un partito decorativo di estrema sobrietà, costituito da semplici cornici in travertino prive di modanature intorno alle finestre e alle botteghe. Il cantonale dell'angolo tra le due facciate è formato da due lesene sovrapposte, la più bassa in travertino e la più alta, poggiante sul marcapiano del piano nobile, in stucco, entrambe recanti sui due lati, nei capitelli tuscanici, le api dei Barberini. Il cornicione, a gola egizia, è liscio in stucco, decorato da un semplice kyma ionico nel margine inferiore. Le facciate sono contraddistinte da un pianterreno con alte finestre inferriate sopra porte o lucernari, e, sul lato dei Giubbonari, botteghe ad apertura rettangolare o ad arco ribassato, sovrastato da un mezzanino con finestre all'incirca quadrate, anch'esse inferriate, di cui tre, su via dei Giubbonari, portefinestre con ringhiera a petto d'oca. Le finestre del piano nobile, decorate per il resto come tutte le altre aperture, hanno come unico fattore differenziante la cornice marcapiano su cui poggiano, liscia di travertino; quelle del sovrastante piano ammezzato, un tempo quadrate e separate dal cornicione, sono oggi rettangolari e appese ad esso con un rialzo delle cornici in stucco ben differenziato dal travertino antico. La facciata su piazza del Monte di Pietà presentava un tempo un portale arcuato affiancato da due lesene sostenenti un timpano triangolare, oggi sostituito da un semplice portale rettangolare incorniciato; tra le altre modifiche subite nel corso del tempo, questa facciata prosegue oggi con un piano sopraelevato oltre il cornicione, costruito alla fine dell'Ottocento per l'uso scolastico. Un ultimo elemento rimasto della struttura originale è l'altana, sull'angolo tra le due facciate, già sbucante dal tetto e oggi circondata dalle terrazze che l'hanno sostituito; la decorazione, interamente in stucco, dell'altana, che è di forma rettangolare, con tre campate sui lati lunghi e due su quelli corti, è lievemente più ricca di quella del resto dell'esterno del palazzo: finestre con cornici modanate chiudono le arcate, separate da lesene con capitello ionico festonato e con le api Barberini nell'abaco che sostengono la trabeazione, sovrastata da un cornicione dentellato. Tra il palazzo del Monte di Pietà e la Casa Grande è sospeso un arco, edificato negli anni Sessanta del Settecento per unire i due edifici dopo l'acquisto del palazzo già Barberini da parte della banca: l'arcata, che dà il nome alla via sottostante, poggia su quattro mensole a voluta e sostiene il passaggio coperto che ha, sui due lati visibili, due facciatine con una finestra con parapetto a ringhiera affiancata da quattro lesene tuscaniche, due per lato, che sostengono l'architrave; sopra, un terrazzino con parapetto aperto da una ringhiera al centro, in corrispondenza della finestra.

### Interno
All'interno il continuo variare di destinazione d'uso nei secoli ha mantenuto poco dell'impostazione residenziale originaria.
Dell'apparato decorativo e architettonico originale nel corpo di fabbrica barberiniano rimangono, oltre all'atrio realizzato dal Contini (cui si accede dal portale destro della facciata principale, al numero 99A di via dell'Arco del Monte), consistente in una lunga sala voltata a botte con costoloni sostenuti da dodici colonne binate, un tempo di granito nero e ora in travertino, alcuni saloni con volte a schifo e a padiglione lunettate con ricche decorazioni in stucco e, al piano nobile, un soffitto ligneo con le api barberiniane e la cappella fatta realizzare da Maffeo cardinale; di questa, a pianta ovale, rimangono, dopo un restauro, solo gli stucchi architettonici e decorativi: sulle paraste scanalate che fungono da pilastri angolari, con api nel capitello, si impostano quattro arcate intervallate da quattro pennacchi che sostengono il cupolino ovale, senza lanterna ma con una ulteriore cornice ovale in stucco al centro; nulla rimane degli affreschi fatti eseguire dal Passignano mentre nei pennacchi sono state reintegrate le decorazioni originali a racemi d'oro su sfondo azzurro.
Nell'ala del palazzo costruita dopo l'acquisto da parte del Monte di Pietà (cui si accede dal portale sinistro della facciata, al numero 99) rimangono lo splendido atrio progettato da Nicola Giansimoni, ovale con volta a crociera affiancata da due semicalotte, impostata sopra una trabeazione sostenuta da lesene e colonne libere tuscaniche, e la scala a lumaca che sale girando intorno ad esso. Nell'atrio, oggi ingresso del liceo Vittoria Colonna, rimangono ancora a testimonianza dell'uso originario di monte dei pegni due iscrizioni "BANCO DE DEPOSITI" e "QUI SI PIGLIA ORO E ARG[ENTO]".